# Delta zračenje
Delta-zračenje su delta-elektroni koji nastaju pri prolazu ionizirajućeg zračenja, posebice α-zračenja i β-zračenja kroz tvar. Očituju se kao sekundarno zračenje koje može prouzročiti dodatnu ionizaciju. Energija je toga zračenja reda 1000 eV, a preciznije poznavanje njegove energije i gustoće važno je pri izračunavanju kozmičkoga zračenja.

## Ioniziranje
Ioniziranje ili ionizacija je nastajanje električki nabijenih čestica, iona, iz neutralnih atoma ili molekula. Ionizaciju može izazvati druga električki nabijena čestica (ion, elektron, pozitron, mezon, proton, alfa-čestica, deuteron) koja se giba kroz plinovitu, kapljevitu ili čvrstu tvar, ako je kinetička energija čestice dovoljno velika da u sudaru s neutralnim atomima ili molekulama izbaci iz njih elektrone. Najmanja za to potrebna energija je energija ionizacije (ionizacijski potencijal), to jest energija koja je dovoljna da izolirani atom ili molekula u plinovitom stanju izgube jedan elektron, pri čemu nastaje ionski par: pozitivno nabijeni ion i izbačeni elektron. Energija ionizacije mjera je sposobnosti nekog kemijskog elementa da ulazi u kemijske reakcije uz stvaranje iona. Prva energija ionizacije odnosi se na gubitak najslabije vezanog elektrona u neutralnom atomu, druga, veća energija ionizacije odnosi se na ionizaciju tako nastaloga kationa i tako dalje. Ukupan broj ionskih parova nastalih na jedinici duljine uzduž puta čestice naziva se ionizacijska gustoća (specifična ionizacija) i mjeri se najčešće u odnosu prema ionizacijskoj gustoći u zraku. Ona ovisi o energiji, masi i naboju čestice, za razliku od totalne ionizacije, to jest ukupnoga broja ionskih parova nastalih uzduž cijele staze čestice, koji ovisi uglavnom samo o energiji s kojom je čestica ušla u tvar. Atomi ili molekule mogu ionizacijom izgubiti po jedan elektron ili više njih, a izbačeni elektron može kratko vrijeme ostati slobodan, može se vezati uz neki neutralni atom ili molekulu i tako stvoriti negativno nabijen ion, ili se pak spojiti s nekim pozitivno nabijenim ionom. Prosječni put koji oslobođeni elektron prijeđe prije nego što se spoji s drugom česticom naziva se srednji slobodni put i ovisi uglavnom o tlaku plina i stupnju ionizacije, to jest o omjeru između broja nastalih iona i preostalih neutralnih atoma, odnosno molekula. Gibajući se kroz sredstvo, čestica koja uzrokuje ionizaciju postupno gubi energiju i konačno se može zaustaviti. U zraku pri temperaturi od 15 °C i tlaku od 101 325 Pa utrošak energije po nastajanju jednog ionskoga para iznosi oko 32,5 eV i ne ovisi o uzročniku ionizacije. 
Uz primarnu ionizaciju, koju izravno uzrokuje čestica, zbiva se i sekundarna ionizacija, to jest proces nastajanja iona djelovanjem elektrona i iona koji su nastali primarnom ionizacijom, ako su prilikom svojega postanka dobili dovoljno veliku energiju. Neutralne čestice, na primjer neutron ili neutralni mezon, mogu uzrokovati samo sekundarnu ionizaciju, predajući ili svu svoju energiju ili samo njezin dio nekoj električki nabijenoj čestici, na primjer protonu.